# Tendenčno padanje profitne mere
Karl Marx v tretjem zvezku Kapitala razvije koncept tako imenovanega tendenčnega padanja profitne mere. Sam koncept se ne nanaša na nihanja v profitni meri, ki so bodisi povsem naključna bodisi posledica periodičnih kriz, ampak na trende, ki jih Marx označi kot logično posledico razvoja kapitalistične produkcije. 

## Predstavitev koncepta
Težnja po stalnem večanju produktivnosti delovne sile je značilnost kapitalistične produkcije, ki je ključen faktor pri tendenčnem padanju profitne mere. Povečana produktivnost pomeni, da je za vsak nov produkt potrebnega čedalje manj živega dela, ki pa je vir novo ustvarjene vrednosti in s tem tudi presežne vrednosti.
Stalno večanje produktivnosti ima več posledic; poleg naglega večanja obsega družbenega produkta in težnje, da čedalje bolj masovne obrate upravlja čedalje manjše število delavcev, vpliva rast produktivnosti tudi na razmerje med konstantnim in variabilnim kapitalom (organsko sestavo kapitala), s tem pa tudi na profitno mero. Če je z naraščanjem produktivnosti za vsak nov produkt potrebno čedalje manj dela, to tudi pomeni, da je za upravljanje konstantnega kapitala potreben čedalje (relativno) manjši variabilni kapital. 
Razmerje med konstantnim in variabilnim kapitalom se torej povečuje v prid konstantnemu kapitalu, kar vpliva tudi na profitno mero. To vodi do situacije, da se profitna mera, ki je definirana glede na celoten kapital, zmanjšuje, čeprav se celotna masa profita povečuje, saj kapital sestoji iz čedalje večjega »mrtvega« dela (konstantnega kapitala), ki svojo vrednost zgolj prenese na končno blago, temu primerno pa se delež »živega« dela (variabilnega kapitala in presežne vrednosti) zmanjšuje.
Opomba: za razumevanje tendenčnega padanja profitne mere priporočamo poznavanje konceptov konstantnega in variabilnega kapitala ter presežne vrednosti.

## Proti-ukrepi
Kapitalist si prizadeva nasprotovati opisanemu trendu, kar lahko stori na več načinov. Za vse proti-ukrepe pa je značilno, da le kratkoročno nasprotujejo padanju profitne mere; nekateri, kot na primer povečana produktivnost, jo na dolgi rok celo pospešujejo.

### Povečanje produktivnosti delovne sile
Prvi proti-ukrep je uvedba novih strojev, ki mu dajo prednost pred konkurenco in s tem prednost na trgu. Takšen ukrep pa je le začasen, saj izboljšave v tehnologiji neizogibno postanejo splošno uveljavljene, zato mora kapitalist, če hoče ostati v prednosti, čedalje hitreje izboljševati produkcijo. S tem si pospešeno koplje svoj lastni grob, saj je ravno naglo naraščanje produktivnosti glavni vzrok tendenčnega padanja profitne mere.

### Širitev na zunanjo trgovino
Nadalje lahko kapital širi svoje tržišče na še nezapolnjene trge, kjer lahko prodaja nad vrednostjo, da izenači padanje profitne mere doma z ugodnim tržnim položajem v tujini. V Kapitalu Marx še posebej izpostavlja kolonialno trgovino, ki za kolonialistično državo prinaša dve ugodnosti; je vir poceni surovin, istočasno pa industrijski produkti uživajo nadpovprečen (posebni) profit zaradi relativne nerazvitosti produktivnih sil v koloniji.
Takšen način izenačenja pa je omejen, saj zemeljska obla, z njo pa tudi potencialni novi trgi, ni neskončna, hkrati pa ni edini kapitalist, ki se širi navzven. Zaradi imperializma, ki izhaja iz takšne agresivne težnje po novih trgih, se možnosti takšnega proti-ukrepa padanju profitne mere zmanjšajo. Nadalje kolonializem pospešuje kapitalistični razvoj v sami imperialistični deželi, s čimer tudi pospešuje dejavnike, ki povzročajo tudi padanje profitne mere.

### Povečanje izkoriščanja
Eden izmed pomembnejših proti-ukrepov padanju profitne mere je večanje mere presežne vrednosti; z drugimi besedami, večje izkoriščanje delovne sile. Dva primera ukrepov v takšni smeri sta povečan tempo dela (tudi s pospešitvijo delovanja strojev, kjer je to možno) ter podaljševanje delovnega dneva; prvo je produkcija relativne, drugo pa produkcija absolutne presežne vrednosti. Nobeden izmed navedenih ukrepov nima neposrednega (ali odločilnega) vpliva nad razmerjem med živim in mrtvim delom (tj. organsko sestavo kapitala); poudarek je nasprotno na tem, da se iz živega dela iztisne čim več presežne vrednosti. 
Povečanje izkoriščanja ni izključujoče z absolutno manjšo maso presežne vrednosti in obratno. Velikost presežne vrednosti je namreč odvisna od dveh faktorjev: mere presežne vrednosti (tj. stopnjo izkoriščanja delovne sile) in številom mezdnih delavcev (torej količino živega dela). Povedano drugače: če kapitalist poveča delovni tempo, ampak ima zaposlenih manj delavcev, se bo to navkljub višji meri presežne vrednosti poznalo na absolutni masi presežne vrednosti. In obratno: če ima kapitalist zaposlenih več delavcev, ampak je mera presežne vrednosti (mera izkoriščanja) manjša, bo povečan obseg živega dela povečal absolutno maso presežne vrednosti, tudi če je stopnja izkoriščanja tega živega dela manjša. Opisana primera, kjer stopnja izkoriščanja in absolutna velikost presežne vrednosti delujeta v nasprotni smeri, ne izključujeta scenarija, da večja stopnja izkoriščanja vodi v večjo maso presežne vrednosti; pokažeta le, da to ni absolutno nujni rezultat.
Pomemben faktor pri vzdrževanju profitne mere sta tudi stagnacija in padanje mezd (kar je ena izmed oblik relativne produkcije presežne vrednosti).

### Spremembe v organski sestavi kapitala
Pri spremembah v organski sestavi kapitala sta ključna dva dejavnika. 
Prvi dejavnik je pocenitev konstantnega kapitala. Primer tega sta pocenitev surovin in razvrednotenje strojne opreme. Prvo izhaja iz večje produktivnosti delovne sile, kar pomeni, da vsaka enota blaga vsebuje manjšo količino dela; posledično se vrednost surovine relativno zniža. To velja tudi za strojno opremo, pri kateri pa je treba še upoštevati, da stari stroji hitro izgubljajo na ceni, saj postajajo zastarela oprema.
Drugi dejavnik je preusmeritev delovne sile v produkcijske sfere za potrošne dobrine; Marx v Kapitalu zanje uporabi izraz »luksuzna potrošnja«. Za to produkcijsko sfero je značilno dvoje. Prvič: podpovprečna organska sestava kapitala, kar pomeni, da živo delo predstavlja večji masni delež celotnega kapitala. Drugič: da te produkcijske sfere absorbirajo delovno silo, ki so jo ostale produkcijske sfere zaradi rasti produktivnosti izvrgle.